# Gamvik (gemeente)
Gamvik (Samisch: Gáŋgaviika) is een gemeente in de Noorse provincie Finnmark. De gemeente telde 1169 inwoners in januari 2019.

## Plaatsen in de gemeente
- Gamvik
- Mehamn

Alta · Båtsfjord · Berlevåg · Gamvik · Hammerfest · Hasvik · Karasjok · Kautokeino · Lebesby · Loppa · Måsøy · Nesseby · Nordkapp · Porsanger · Sør-Varanger · Tana · Vadsø · Vardø